# Tavola di conto

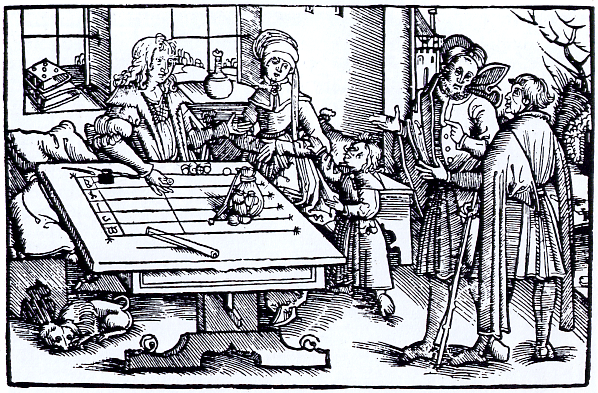
Antica stampa che mostra delle persone vicino ad una tavola di conto, è visibile anche una borsa di gettoni utilizzati per contare sulla tavola.

Una tavola per i conti, anche chiamata più brevemente tavola da conto o tavola di conto, è uno strumento di calcolo utilizzato fin dall'antichità. Come strumento dedicato esclusivamente all'esecuzione di calcoli matematici, la tavola di conto è caduta progressivamente in disuso in epoca moderna. Come strumento non dedicato esclusivamente all'esecuzione di calcoli matematici, la tavola di conto è in uso ancora oggi: la lavagna, se utilizzata per eseguire calcoli matematici, rappresenta infatti una tavola di conto.

## Descrizione
La tavola di conto è sostanzialmente un sistema per rappresentare, in forma visiva, dei numeri utilizzati in operazioni matematiche. È costituita principalmente da una tavola di legno o di altro materiale (argilla, pietra, bronzo, ecc.). Sulla tavola vengono rappresentati i numeri principalmente in due diversi modi: mediante la scrittura oppure utilizzando dei piccoli oggetti (come ad esempio dei sassolini o dei gettoni). Alcune tipologie di abachi sono anche tipologie di tavole di conto: l'abaco a polvere, l'abaco a lapilli, l'abaco a bottoni e l'abaco a gettoni.

## Storia
Si ipotizza che, almeno a partire dal IV secolo a.C., i Babilonesi facessero uso di tavole di conto. Nel 1846 in Grecia, a Salamina, è stata trovata infatti una tavola di conto, oggi conosciuta come "Tavola di Salamina", databile intorno al IV secolo a.C. e attribuibile ai Babilonesi. Costituita da una lastra di marmo pesante circa 130 chilogrammi, la Tavola di Salamina è la più antica tavola di conto, attualmente esistente, di cui si ha notizia. Nel IV secolo a.C. anche i Persiani facevano uso di tavole di conto. Nel 1851 in Italia, a Canosa di Puglia, è stato trovato infatti un vaso, il cosiddetto vaso di Dario, databile intorno al IV secolo a.C., su cui è raffigurato Dario I di Persia circondato da altre persone: una di queste è seduta davanti ad una tavola di conto. Nel 1518 Adam Ries fa pubblicare il libro Rechnung auff der linihen di cui è autore. Nel libro viene spiegato come si utilizzano le tavole di conto dell'epoca.